# Peugeot Type 163
La Type 163 è un'autovettura di fascia media prodotta tra il 1919 ed il 1924 dalla casa automobilistica francese Peugeot.

## Profilo
La Type 163 fu presentata nel luglio del 1919 per affiancare ed in seguito sostituire la Type 159, anch'essa introdotta nel 1919 per risollevare le sorti della Casa francese in seguito alla crisi post-bellica. La Type 159 riuscì solo in parte, poiché dal punto di vista tecnico la vettura era già obsoleta in partenza: le prestazioni erano scarse e la concorrenza offriva vetture più moderne.
Perciò, la Peugeot affiancò alla Type 159 la Type 163, più moderna specialmente dal punto di vista meccanico. Rispetto alla sfortunata "sorella", la Type 163 era di dimensioni più compatte (3.5 m di lunghezza) ed era equipaggiata con il motore NG a 4 cilindri da 1435 cm³ di cilindrata, in grado di spingere la vettura ad una velocità massima di 65 km/h. La distribuzione era ad albero a camme laterale, mentre l'alimentazione era a carburatore Solex. Il cambio era a 4 marce. L'impianto frenante si avvaleva unicamente di freni a tamburo sul retrotreno. Una delle caratteristiche salienti della vettura fu però quella di montare, tra le prime al mondo, un impianto elettrico a batteria. Tale batteria alimentava il motorino di avviamento ed i fari, che divennero così anch'essi ad accensione elettrica.
La vettura raccolse ben presto un gran successo, anche per il fatto di essersi resa disponibile in più varianti di carrozzeria, la più diffusa delle quali era la torpedo. Erano presenti però anche esemplari con carrozzeria limousine, coupé e addirittura furgonata. La gamma era quindi piuttosto vasta, ma ciò non impedì alla Casa di introdurre ulteriori varianti. Nel 1921 furono  infatti lanciate la Type 163 B e la Type 163 BS, di impostazione sportiveggiante. Nel 1922 arrivò anche la Type 163 BR, dotata di un motore di cilindrata leggermente aumentata (1480 cm³) e nel 1923 la Type 163 BS fu tolta di produzione per lasciare il posto alla Type 163 BRS, prodotta fino al 1924 in appena 4 esemplari. Il 1924 fu l'anno in cui l'intera gamma della Type 163 fu tolta di produzione.

### Tabella riepilogativa
La seguente tabella vuol fornire una cronologia dei modelli che costituirono a suo tempo la gamma della Peugeot Type 163:
| Modello | Carrozzerie disponibili    | Passo telaio (mm) | Motore | Cilindrata cm³ | Alesaggio x corsa (mm) | Velocità max | Anni di produzione | Esemplari prodotti |
| 163     | Torpedo                    | 2.520             | NG     | 1437           | 66x105                 | 65           | 1919-24            | 9.349              |
| 163 B   | limousine coupé chauffeur  | 2.640             | NG     | 1437           | 66x105                 | 65           | 1921-22            | 1.403              |
| 163 BR  | torpedo limousine Normande | 2.640             | NGP    | 1480           | 67x105                 | 65           | 1923-24            | 2.230              |
| 163 BS  | torpedo sport              | 2.520             | NGP    | 1480           | 67x105                 | 70           | 1921-23            | 346                |
| 163 BRS | torpedo sport              | 2.520             | NGP    | 1480           | 67x105                 | 70           | 1923-24            | 4                  |